# Мисията
„Мисията“ (на английски: The Mission) е британски филм на режисьора Ролан Жофе, излязъл по екраните през 1986 година, с участието на Джеръми Айрънс и Робърт Де Ниро.
Творбата разказва за трагичната съдба на една йезуитска мисия в Южна Америка през XVIII век. Филмът е отличен със Златна палма за най-добър филм на фестивала в Кан. „Мисията“ е сред основните заглавия на 59-ата церемония по връчване на наградите „Оскар“, където е номиниран за отличието в 7 категории, включително за най-добър филм, печелейки статуетката за най-добра кинематография (операторско майсторство).
През април 2007 г. „Мисията“ е избран на първо място от 50-те най-добри филми на религиозна тематика от английския седмичник „Чърч Таймс“. Музиката на италианския композитор Енио Мориконе е класирана на 23-то място в листата на Американския филмов институт 100 години филмова музика.

## В ролите
| Актьор           | Роля             |
| ---------------- | ---------------- |
| Джеръми Айрънс   | Отец Габриел     |
| Робърт Де Ниро   | Родриго Мендоса  |
| Рей МакАнали     | Алтамирано       |
| Айдън Куин       | Фелипе Мендоса   |
| Лиъм Нийсън      | Фийлдинг         |
| Чери Лунджи      | Шарлота          |
| Роналд Пикъп     | Хонтар           |
| Чък Лоу          | Кабеза           |
| Александрино Моя | главен лейтенант |

## Награди и номинации

### Награди на Американската филмова академия („Оскар“) (САЩ)[4]
- Награда за операторско майсторство за оператора Крис Мендес
- Номинация за най-добър режисьор за Ролан Жофе
- Номинация за най-добра музика за Еньо Мориконе
- Номинация за най-добър филм

### Награди на фестивала в Кан (Франция)[4]
- Награда „Златна Палма“ за най-добър филм

### Френски филмови наградиСезар[4]
- Награда Сезар за най-добър чуждоезичен филм